# Chelonus tagalicus
Chelonus tagalicus är en stekelart som först beskrevs av Baker 1926.  Chelonus tagalicus ingår i släktet Chelonus och familjen bracksteklar. Inga underarter finns listade i Catalogue of Life.